# Loreauville
Loreauville es una villa ubicada en la parroquia de Iberia en el estado estadounidense de Luisiana. En el Censo de 2010 tenía una población de 887 habitantes y una densidad poblacional de 701,79 personas por km².

## Geografía
Loreauville se encuentra ubicada en las coordenadas 30°3′34″N 91°44′19″O / 30.05944, -91.73861. Según la Oficina del Censo de los Estados Unidos, Loreauville tiene una superficie total de 1.26 km², de la cual 1.24 km² corresponden a tierra firme y (1.64%) 0.02 km² es agua.

## Demografía
Según el censo de 2010, había 887 personas residiendo en Loreauville. La densidad de población era de 701,79 hab./km². De los 887 habitantes, Loreauville estaba compuesto por el 76.89% blancos, el 21.87% eran afroamericanos, el 0.34% eran amerindios, el 0.23% eran asiáticos, el 0% eran isleños del Pacífico, el 0.11% eran de otras razas y el 0.56% pertenecían a dos o más razas. Del total de la población el 1.13% eran hispanos o latinos de cualquier raza.